# Mountain River (Huon River)
Der Mountain River ist ein Fluss im Südosten des australischen Bundesstaates Tasmanien.

## Geografie

### Flusslauf
Der rund 25 Kilometer lange Mountain River entspringt an den Osthängen des Mount Connection in der Wellington Range westlich von Hobart. Von dort fließt er nach Südwesten und mündet zwischen Renalagh und Huonville in den Huon River.

### Nebenflüsse mit Mündungshöhen
Der Mountain River hat folgende Nebenflüsse:
- Crabtree Rivulet – 68 m
- Bakers Creek – 43 m

## Fauna
Im Mountain River findet man Regenbogenforellen.